# Hubbardochloa gracilis
Hubbardochloa gracilis là một loài thực vật có hoa trong họ Hòa thảo. Loài này được Auquier mô tả khoa học đầu tiên năm 1980.